# Avi Arad
Avi Arad (/ˈɑːvi ˈærəd/; tiếng Hebrew: אבי ארד; sinh ngày 18 tháng 4 năm 1948) là một doanh nhân người Mỹ gốc Israel. Ông từng là CEO của công ty Toy Biz vào thập niên 1990 và ngay sau đó là giám đốc kinh doanh của Marvel Entertainment, giám đốc của Marvel. Ông cũng từng là chủ tịch, CEO và nhà sáng lập Marvel Studios trong giai đoạn từ 1996-2006.